# Boarmia gladstonei
Boarmia gladstonei là một loài bướm đêm trong họ Geometridae.